# 茉莉棒粉蝨
茉莉棒粉蝨（学名：Aleuroclava jasmini）为粉蝨科棒粉蝨屬下的一个种。其种加词“jasmini”意为“茉莉的”。